# Карімово (Біжбуляцький район)
Карі́мово (рос. Каримово, башк. Кәрим) — присілок у складі Біжбуляцького району Башкортостану, Росія. Входить до складу Аїтовської сільської ради.
Населення — 116 осіб (2010; 155 в 2002).
Національний склад:
- татари — 61 %
- башкири — 39 %